# زغنبوت
زرنبو احتمالاً سم یا یک بیماری کشنده است. زغنبوت در گفتار عام ناسزا یا کنایه ایست نفرین مانند شبیه "زهرمار" (سم مهلک) یا "کوفت" (بیماری سیفلیس) که در جواب کسی که دیگری را فراخواند گویند و نیز در جواب سؤالی (نا بجا یا ناهنجار) با نهیب و تشر گفته می‌شود: چه بخورم؟ زغنبوت!، شام چه داریم؟ زغنبوت! دهخدا به خط خود در حاشیه نوشته: "شاید نوعی زهر یا نوعی بیماری کشنده باشد".
در کتاب علویه خانم، اثر صادق هدایت آمده: «سر گذرها انگشت‌پیچ و معجون افلاطون گذاشته بودند. مشتریان محترم قاشق قاشق به انگشتانشان می‌پیچیدند و هی زغنبوت می‌کردند». زغنبوت در اینجا، به گفته فخر الزمان شیرازی محمودیان «چیزی را زغنبوت کردن» به معنای «ناهنجار خوردن» یا غذا را چون طعمه مار بلعیدن است.
البته در بعضی گفتار ها از جمله گفتار نباتیان و زیتونیان به این کلمه زرنبو نیز گفته میشود .